# Rutennu
Die Rutennu waren ein antikes Volk in der Levante in Retjenu, das zeitweise dem Assyrerreich, zur Zeit Thutmosis III. aber Ägypten tributpflichtig war.
Auf sie gehen die Bezeichnungen Ober-Ruten für Kanaan und Unter-Ruten für Nord-Syrien zurück.
Ein Rutennu ist vielleicht auf einem Grab in Theben (Ägypten) dargestellt, wie Austen Henry Layard erwähnt.